# アンサー (花譜の曲)
「アンサー」は、2020年7月8日にYouTube上で公開された、KAMITSUBAKI STUDIO所属のバーチャルアーティスト花譜のオリジナル楽曲である。作詞・作曲・編曲はすべてカンザキイオリが行った。
本項では、英語版「Answer (English Ver.)」についても述べる。

## 概要
2020年4月7日から田畠裕基原作のテレビアニメ「ブラッククローバー」の第11クールのエンディングテーマに起用された。
7月22日には2nd EP『花と解答』に収録された。このタイトル『花と解答』は本楽曲「アンサー」に由来する。『花と解答』は「花と解答-ブラッククローバー Edition-」という形態でもリリースされ、アニメイト各店舗で販売された。
またフルアルバムとしては、同年11月24日に2nd アルバム『魔法α』/『魔法β』に収録された。

## ミュージックビデオ
ミュージックビデオは2020年7月8日にYouTube上で公開された。映像制作はイアリンジャパンの川サキケンジが行った。映像制作協力は髙田瑛示、渡邊竜実、Q-taro、くつした、油川将希が務めた。撮影は戸羽正憲、撮影アシスタントは榮穣、タイトルデザインはZUMAによる。
ミュージックビデオの舞台は東京駅中央口で、丸の内のオフィスや複合施設が立ち並ぶ駅前広場が映された。

## 歌詞の解釈
作詞を行ったカンザキイオリによると「正解のないのだから、諦めないで」というメッセージが込められている。
花譜は本楽曲の「涙を涙で拭わないで」というフレーズが好きだと語っている。花譜は「アンサー」の歌詞に関して、自身や周りが時間とともに変化していることを実感することがあり、それがいいことなのか悪いことなのか分からない中、正しい選択をしてるか否かや、自分の選択に後悔しないかを考えていることを述べている。しかし時間は待ってくれず、結局中途半端になったり、立ち止まってしまったりしてしまうことを、自身は単に嫌だとしか形容ができなかったが、カンザキイオリの書くこの曲はそれを大丈夫だと肯定してくれて、本当に大丈夫な気がしてくるような歌となっていると語っている。
音楽コンシェルジュのふくりゅうは本楽曲の「間違いを間違いで終わらせないで　涙を涙で拭わないで　確信があるその心が叫んでる　ここならもう一人じゃない」という歌詞が刺さったと感想を述べている。また、本楽曲を「問いであり答えでもあるナンバー」と表現している。

## リミックス
2021年12月22日にリリースされたリミックスアルバム『魔法γ』には、ボカロP楽園市街によるリミックスバージョン「アンサー (楽園市街 Remix)」が収録されている

## ライブでの演奏
「アンサー」は2020年10月10日に開催された『花譜 2nd ONE-MAN LIVE「不可解弐Q1」』にて、初めてライブで演奏された。第2部6曲目であった。そのリメイク作である2021年6月11日の『花譜 2nd ONE-MAN LIVE「不可解弐Q1:RE-形を失った世界で僕らは-」』でも演奏された。2022年3月26日に配信された花譜高校卒業記念スペシャルライブ『僕らため息ひとつで大人になれるんだ』でも演奏されている。
2022年8月24日に日本武道館で開催された『花譜 3rd ONE-MAN LIVE「不可解参(狂)」』では、第一部5曲目に演奏された。2023年3月4日にバーチャル空間の会場で行われた『花譜 3rd ONE-MAN LIVE「不可解参(想)」』でも演奏されている。

## Answer (English Ver.)
「Answer (English Ver.)」は、2024年10月23日に配信リリースされた、花譜のシングルである。花譜6周年を記念して、上記「アンサー」の英語バージョンとしてリリースされた。
訳詞は、LLLL:Kazuto Okawa、Lachlan Johnston、Hiroki Ueda による。全編英詞の楽曲は花譜初である。

### ライブでの演奏
2024年12月1日にシンガポールで開催された「Anime Festival Asia Singapore 2024」に参加した際には、本作「Answer (English Ver.)」をライブ初披露した。